# دیگو رودریگز
دیگو رودریگز (انگلیسی: Diego Rodríguez؛ زادهٔ ۲۰ آوریل ۱۹۶۰) بازیکن فوتبال اهل اسپانیا است.
از باشگاه‌هایی که در آن بازی کرده‌است می‌توان به باشگاه فوتبال رئال بتیس، باشگاه فوتبال سویا، باشگاه فوتبال آلباسته بالومپیه، و باشگاه ورزشی تنریف اشاره کرد.
وی همچنین در تیم‌های ملی فوتبال زیر ۲۰ سال اسپانیا، زیر ۲۱ سال اسپانیا، زیر ۲۳ سال اسپانیا و اسپانیا بازی کرده‌است.